# Ричард Тенг
Ричард Тенг е главен изпълнителен директор на криптоборсата „Бинанс“ от 21 ноември 2023 г. Преди това Тенг е ръководител на регионалните пазари на компанията извън САЩ. Той заема поста, след като основателят на „Бинанс“ Чанпенг Жао подава оставка и се признава за виновен по обвиненията, повдигнати срещу него от Департамента на правосъдието на САЩ.